# Expérience d'Afshar
L'expérience d’Afshar est une expérience de mécanique quantique visant à montrer qu'on peut outrepasser le principe de complémentarité de Niels Bohr, en permettant d'observer, simultanément, l'aspect corpusculaire et ondulatoire de la lumière.
Cette expérience a été mise au point par le physicien américano-iranien Shahriar Afshar. Initialement créée en 2001, elle a été remaniée à plusieurs reprises dans le but d'apporter une démonstration aussi irréprochable que possible. Malgré tout, elle fait actuellement l'objet de nombreuses polémiques quant à son interprétation. De nombreuses critiques, ainsi que des interprétations alternatives du phénomène sont régulièrement présentées sur les sites web, dans les colloques de physique, dans les conférences académiques et dans les archives scientifiques arXiv.

## Rappels préliminaires

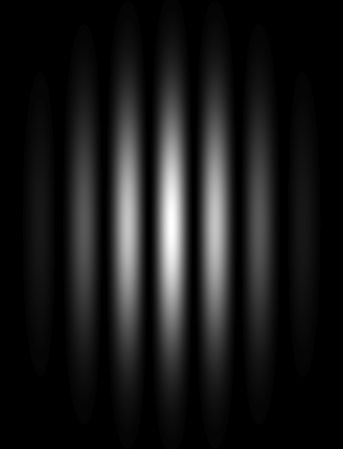
Figure 1 : Figure d'interférence.

Le principe de complémentarité stipule qu'il n'est pas possible de mesurer simultanément deux grandeurs quantiques. C'est le cas par exemple quand on veut observer simultanément les deux manifestations possibles de la lumière : onde et particule. Par conséquent, il n'est pas possible d'observer et mesurer simultanément le caractère ondulatoire et corpusculaire d'un photon.

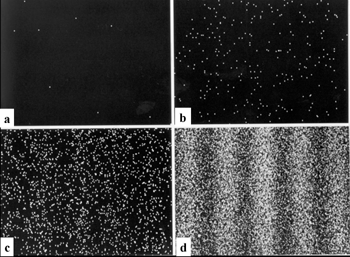
Figure 2 : Figure d'interférence constituée petit à petit.

La façon la plus simple de mettre en évidence le caractère ondulatoire de la lumière est l'expérience des fentes de Young, les franges d'interférences qui sont créées prouvent l'existence d'ondes (fig 1). Le plus surprenant est que si l'on utilise une source lumineuse capable d'émettre un photon à la fois, la figure d'interférence demeure visible (fig 2), elle est alors constituée d'un brouillard de points lumineux dont la densité varie en suivant l'intensité des franges d'interférence.
Se pose alors la question de savoir par lequel des deux trous du dispositif le photon a bien pu passer. L'interprétation classique consiste à supposer que le photon est passé par les deux trous à la fois et a fini par interférer avec lui-même. Toute tentative pour savoir par quel trou est passé le photon (ce qui permettrait de montrer le caractère corpusculaire de la lumière) entraine la disparition de la figure d'interférence.
Le but de l'expérience d'Afshar est donc de parvenir à connaitre le chemin emprunté par le photon (caractère corpusculaire) tout en ne perturbant pas les franges d'interférence (caractère ondulatoire).

## Description de l'expérience

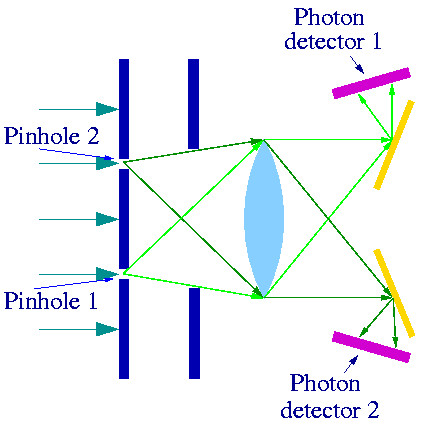
Figure 3 : Sans les fils métalliques.

L'expérience se base sur les fentes de Young. Dans la variante d'Afshar, il s'agit de trous et non de fentes. Après les trous, une lentille focalise la lumière de telle façon que la lumière issue de chaque trou soit focalisée sur un photo détecteur indépendant (fig 3). De cette façon, un photon passant par le trou numéro 1 sera exclusivement reçu sur le photo détecteur 1 et vice-versa. Configuré ainsi, le montage permet de s'assurer de la nature corpusculaire des photons.

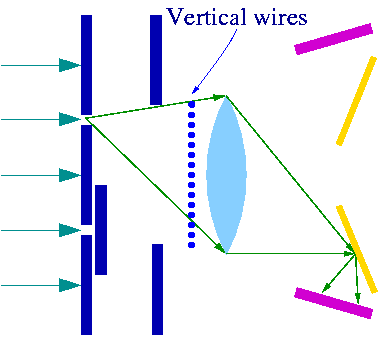
Figure 4 : Avec les fils métalliques et un seul trou ouvert.

Parallèlement, les franges d'interférence continuent d'être matérialisées entre les trous et la lentille. Le fait de les observer directement fait qu'aucun photon ne parvient plus aux photo détecteurs. L'idée d'Ashfar est de placer une grille à l'emplacement où se forment les franges d'interférence. Cette grille, constituée de fils métalliques très fins est disposée de telle façon que chacun des fils soit situé à l'emplacement d'une bande sombre de la figure d'interférence. Pour parvenir à cela, la figure d'interférence est tout d'abord mesurée afin de déterminer la position de chacun des fils.
Si un trou est ouvert (Fig 4), la figure d'interférence ne peut plus se former, celle-ci étant remplacée par une tache de lumière. Une partie des photons est alors stoppée par les fils métalliques, ce qui a pour effet de dégrader la qualité de l'image d'autant plus qu'un phénomène de diffraction apparait en raison de la présence du réseau de fils métalliques. Ces effets ont réellement été observés lors de l'expérience.

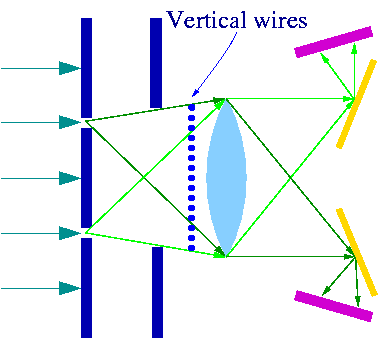
Figure 5 : Avec les fils métalliques et les deux trous ouverts.

Maintenant, on laisse passer la lumière par les deux trous (Fig 5). La dégradation de l'image par les fils métalliques est alors fortement atténuée, le résultat est comparable à ce que l'on obtient lorsque la grille de fils n'est pas installée. Par conséquent, on peut supposer que les photons évitent les fils métalliques, ce qui signifierait qu'ils passent préférentiellement là où la figure d'interférence présente des maximums d'intensité.
Par ailleurs, cette expérience donne les mêmes résultats que l'on utilise une source de photons individuels (laser impulsionnel) ou une source à débit continu (laser classique).

## Interprétation
Afshar dit que la lumière présente un caractère ondulatoire lorsqu'elle passe entre les fils métalliques, puisque la probabilité de présence des photons semble être en corrélation avec la figure d'interférence, mais présente également un caractère corpusculaire après avoir été focalisée par la lentille sur un seul des photo-détecteurs.
En conclusion, ce comportement contredit le principe de complémentarité puisque les caractères ondulatoires et corpusculaires sont simultanément mis en évidence.